# Celosia orcuttii
Celosia orcuttii là loài thực vật có hoa thuộc họ Dền. Loài này được Greenm. mô tả khoa học đầu tiên năm 1912.